# Les Sentinelles de Pangéa
Les Sentinelles de Pangéa est un roman d'anticipation de Joslan F. Keller, paru le 15 octobre 2020.

## Résumé
Sur l’île-monde de Pangéa, où la magie cohabite avec une science balbutiante, la vie s’écoule, paisible et bucolique. Mais dans une région excentrée, le sandjak de Valbara, une épidémie d’origine inconnue consume la population et les animaux. Au cœur de la zone touchée se trouve la grotte sacrée de Snerochka.
Pour découvrir l’origine du mal, le Conseil des Sept Sages de Pangéa décide de missionner une ligue de spécialistes. À sa tête, Lowana, une jeune biologiste experte en environnement, et Renjo, un garde forestier taciturne.
Tous deux vont devoir apprendre à s’apprivoiser, au long d’une expédition semée d’embûches. Un périple jalonné par la présence permanente des énigmatiques Sentinelles, de grandes tiges de métal dont on ignore tout.
Lowana va-t-elle trouver la cause du fléau ? Au terme de cette quête de tous les dangers, il y a peut-être des secrets encore plus terribles que tout ce qu’elle avait pu imaginer…